# Bruville
Bruville ist eine französische Gemeinde mit 218 Einwohnern (Stand 1. Januar 2022) im Département Meurthe-et-Moselle in der Region Grand Est (vor 2016 Lothringen). Sie gehört zum Arrondissement Val-de-Briey und ist Mitglied im Gemeindeverband Communauté de communes Orne Lorraine Confluences. Die Bewohner werden Bruvillois und Bruvilloises genannt.

## Geografie
Die Gemeinde liegt etwa 19 Kilometer westlich von Metz an der Grenze zum Département Moselle. Nachbargemeinden sind Doncourt-lès-Conflans im Norden, Saint-Marcel im Osten, Rezonville-Vionville (im Département Moselle) im Südosten, Mars-la-Tour im Süden und Südwesten, Ville-sur-Yron im Westen sowie Jarny im Nordwesten. Die Gemeinde besteht aus dem Dorf Bruville und den Weilern Butricourt und Urcourt.

## Geschichte
Funde aus gallo-römischer Zeit belegen eine frühe Besiedlung. Bruville gehörte historisch zum Herzogtum Bar, das 1766 an Frankreich fiel. Bis zur Französischen Revolution lag die Gemeinde dann im Grand-gouvernement de Lorraine-et-Barrois. Die Gemeinde lag bis 1871 im alten Département Moselle.

## Bevölkerungsentwicklung

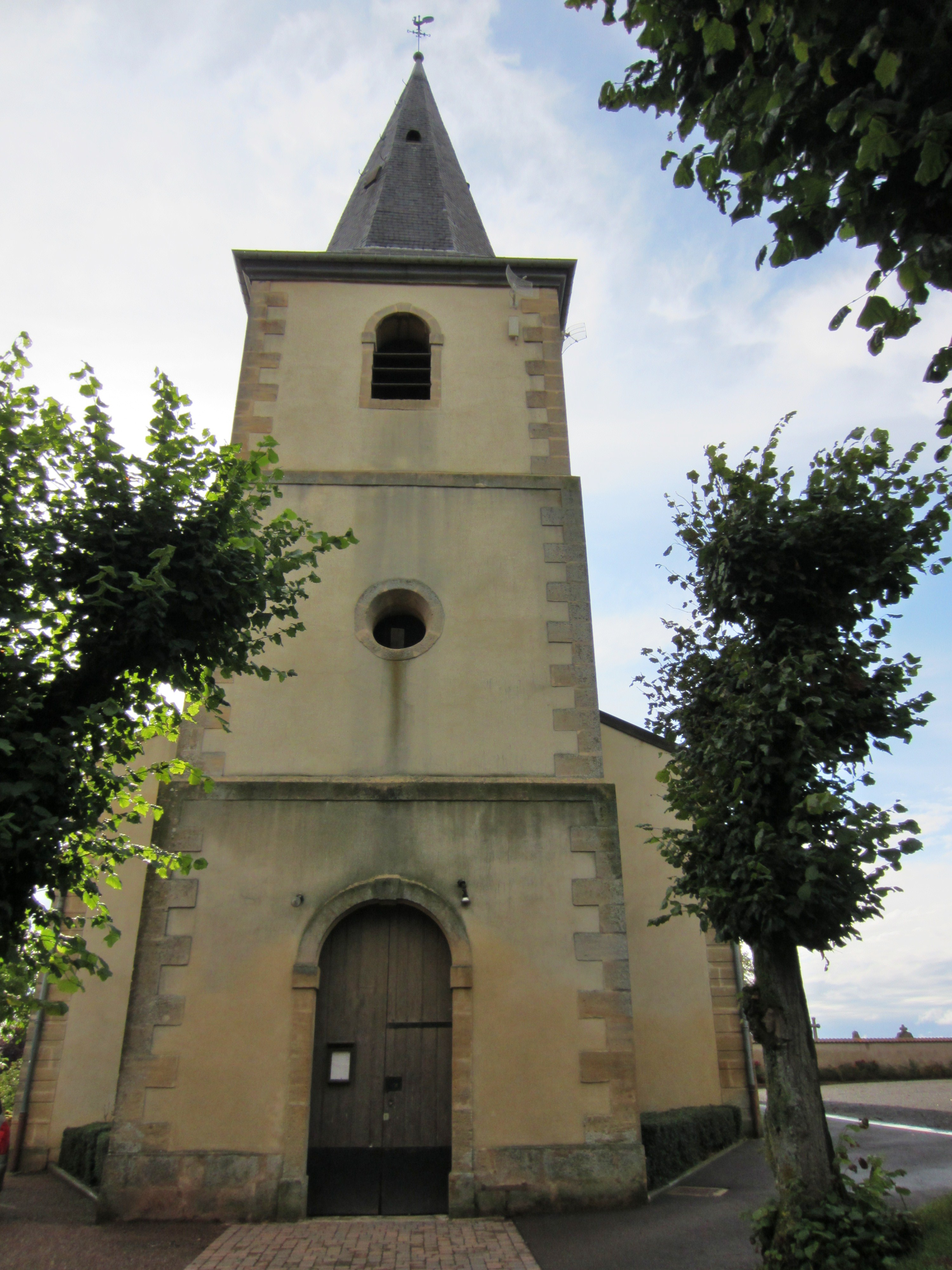
Pfarrkirche Saint-Maurice

| Jahr                       | 1962 | 1968 | 1975 | 1982 | 1990 | 1999 | 2007 | 2019 |
| Einwohner                  | 185  | 205  | 148  | 165  | 166  | 186  | 196  | 224  |
| Quellen: Cassini und INSEE |      |      |      |      |      |      |      |      |

## Sehenswürdigkeiten
- Mehrere Bauernhäuser aus dem 18. und 19. Jahrhundert
- Pfarrkirche Saint-Maurice, erbaut 1766
- Zwei Wegkreuze (nahe der Kirche und am südlichen Dorfausgang)
- Zahlreiche sehenswerte Grabmäler auf dem Dorffriedhof
- Denkmal für die Gefallenen[1]
- Gedenkplatte für 850 französische Soldaten und Gedenkstein für deutsche Soldaten, die im Deutsch-Französischen Krieg gefallen sind[2][3]
- Lavoir (Waschhaus) aus dem 19. Jahrhundert